# ادوین لاگی موریس
ادوین لاگی موریس (انگلیسی: Edwin Morris؛ ۱۰ مارس ۱۸۸۹ – ۲۹ ژوئن ۱۹۷۰) فرد نظامی اهل بریتانیا بود. وی همچنین برندهٔ جوایزی همچون صلیب نظامی شده‌است.